# 井之頭線
井之頭線（日语：／ Inokashira sen */?）是一條連結東京都澀谷區澀谷站與武藏野市吉祥寺站，屬於京王電鐵的鐵路線。車站編號使用路線記號為IN。

## 路線資料
- 路線距離：12.7公里
- 軌距：1067毫米（京王電鐵唯一的1067毫米軌距路線）
- 站數：17個（包括起終點站）
- 複線路段：全線複線
- 電氣化路段：全線（直流1500V）
- 保安裝置：京王ATC、速度制御式
- 最高速度：90公里/小時

## 概要
這條路線連接澀谷與吉祥寺的繁華地段，途中與小田急小田原線及京王線交匯，形成短程的聯絡路線，全線於武藏野台地上行走，從澀谷至吉祥寺幾乎是向上的坡道。由於路線上與一般道路的平面交叉部分較多，在舖設主要道路時採用立體交差結構，與環狀八號線交差的高井戶站在1972年高架化。車站之間距離非常短，一般少於一公里，而且沒有超過1.5公里的區間，部分車站甚至能夠看到相鄰的另一個車站月台。
井之頭線使用的是1067mm窄軌，與京王電鐵其他路線使用的1372mm窄軌相異。其由來為，井之頭線是小田急電鐵系的帝都電鐵所開設經營，現今已改由京王電鐵所經營。這也造成與小田急線交會的下北澤車站曾經可以站內直接轉乘的景象。因為井之頭線下北澤車站的改造工程，從2019年3月16日起已經無法站內直接轉乘而需通過下北澤站中央剪票口進行換乘。
本線有急行列車行駛，在永福町站可以換乘普通列車。
終點兩側為頭端式月台，到達目的地車站時，靠近目的地一端的車廂與進出站閘口的距離相當近，為求出站的便利性而車中的乘客多分佈此，也造成頭端車廂擁擠混雜的狀況，相反的一端車廂則顯得較為稀疏。除了吉祥寺站、永福町站以外，急行列車的停靠站出入口或轉乘路線多集中在月台靠澀谷的一端，人潮也較集中於此。總體而言，沿線車站的階梯、出口多設於靠近澀谷方向，因此近年來的車站改善工程有將階梯、出口重新移動至靠近吉祥寺方向的傾向。
澀谷的鄰站神泉站前後各有一條隧道，靠吉祥寺一端的隧道由神泉站的月台延伸而出。從二次大戰到戰後的短暫時間中，此路線曾經經由代田連絡線連接至小田急小田原線，在此連絡線廢止後，路線成為孤立路線（因軌距不同而不能連結本線）。

### 澀谷～下北澤
雖然澀谷站為標高較低的地面車站，但與鄰站神泉站之間仍有隧道存在，於道玄坂的地下與田園都市線交錯，出了隧道及抵達神泉車站，再經由月台銜接第二條隧道，此隧道與東京都道317號環狀六號線（山手通）交錯，於淡島的低地行駛出地面。沿著位於鐵路北側的東京大學駒場校區後是駒場東大前站。此站在1965年，由舊東大前站與舊駒場站合併而成，向吉祥寺方向的地方，為舊駒場站之月台遺址，這裡可眺望駒場野公園的綠地。到池之上站之間的區間行駛在路塹上，可眺望下方密集的市街景象。路線在下北澤站與小田急小田原線斜向交差。

### 下北澤～明大前
從下北澤站出發，路線開始緩緩下降，接著抵達新代田站。月台與東京都道318號環狀七號線（環七通）交差，再下一站為東松原站。此路段兩側種植繡球花，且於花季時設置燈光照明；沿線不僅止於繡球花，也種植許多植物造景。過了東松原站，路線呈現一個大右彎後即抵達明大前站，並在京王線下方交會穿過。

### 明大前～永福町
過了明大前站，路線與國道20號（甲州街道）、首都高速道路4號新宿線交差。之後通過的玉川上水陸橋，其特殊之處是該橋為東京山手急行電鐵之遺址，仍保有兩組複線鐵路的空間。接著直線上坡後跨過神田川，與右側的井之頭通平行後一個左彎，到達與東京都道427號交差的2面4線之永福町站。

### 永福町～久我山
永福町站發車，右手邊是京王巴士東的車庫及保養場。這裡曾經是井之頭線的車庫，由此進行新車廂搬入作業。過了巴士車庫之後，與東京都道428號高圓寺砧淨水場線（荒玉水道道路）以平交道形式交差。之後的西永福站、濱田山站路段呈短暫的直線道。因此可以從濱田山站直接看遠望永福町站的信號機。
從濱田山發車後隨即在杉並清掃工場附近的左彎高架上行駛，南側沿著神田川。附近有櫻木並列於此。接著是月台與東京都道311號環狀八號線（環八通）交差的高井戶站。發車後下了高架路段後右彎即到達富士見丘站。經過鐵道左面的富士見丘檢車段便到達久我山站。此一區間除了永福町車站外，全部都是1面2線的島式月台。

### 久我山～吉祥寺
久我山發車後，呈現直線道的鐵路兩側建有土提，過了神田川就抵達三鷹台站。三鷹台出發，右急彎後沿神田川行駛，接著到達井之頭公園站。之後由上方跨過井之頭公園內的步道上，接著傾斜角較大的右急彎，跨過弁天通後進入月台前端建構於井之頭通上方的吉祥寺站。

## 歷史
現今井之頭線由京王電鐵所經營，但是如同概要所述，原本是由係出小田急電鐵同門的帝都電鐵所開設營運。
帝都電鐵的前身東京山手急行電鐵在1927年取得大井町 - 世田谷 - 瀧野川 - 西平井 - 洲崎間50餘公里的建設許可，原預定規劃成山手線外圍的第二環狀線，後因昭和恐慌的影響而取消。繼承該公司企劃，鬼怒川水利電氣的利光鶴松於1928年，將承接有澀谷〜吉祥寺區間營運權的澀谷急行電鐵合併至東京山手急行電鐵，並改名為東京郊外鐵道後，優先建設了收益較高的舊澀谷急行電鐵。之後再次改名為帝都電鐵。最後在1933年到1934年間依序完成全線開通。
從山手線向市郊延伸的鐵道路線中，相對之下井之頭線開業時間較晚，也因此該路線中建設了當時較為稀有的高架道、排水溝等設計，以及全鋼鐵製、配備自動門的車身和錄用女性車掌等，顯現出該路線的開業時間相當近代。但由於大環境不景氣的影響而建設資金無法自由運用、鐵路曾被鐵道省使用過後下放民間，以及職員多來自被鬼怒川電鐵裁撤掉的人員，因此曾經被評價為搭乘舒適度欠佳的路線。然而，原東京山手急行電鐵所擁有的許可權截至1940年止全部失效。後來被係出同門的小田原急行鐵道合併後改為帝都線，接著小田原急行鐵道被鬼怒川水力電氣合併成小田急電鐵。然後在1942年，小田急電鐵被東京橫濱電鐵併吞，該線改由東京急行電鐵（俗稱大東急）澀谷營業局所管轄，並將路線名稱改成現今的井之頭線。
戰後大東急解體，出於經營考量而顯現出將該線組織進舊京王電氣軌道的端倪（而對於小田急電鐵方面，則以箱根登山鐵道、神奈川中央交通作為補償納入小田急的旗下），那時包含著帝都線而分離、獨立出來成為京王帝都電鐵。1998年該公司更名為現今的京王電鐵。另外，解體當時的任職京王分社社長、促進了井之頭線的移管，並在京王電鐵快速成長時期任職社長的井上定雄也是出身自帝都電鐵。
井之頭線本來隸屬於舊小田急電鐵的歷史，可從與小田急線交匯處的下北澤站可以見得。在小田原線地下化之前，該站的兩家鐵道公司之間沒有各自獨立的閘口，可直接從互通的月台於站內轉乘。
二次世界大戰時期所建設的臨時鐵路代田連絡線，是由新代田站連結至小田急小田原線的世田谷代田站。雖有當時車輛互相通行的紀錄，但現今完全沒有與其他線互通成為了獨立鐵道線，因此，電車車輛的更換改由陸路運輸，於和永福町站鄰接的京王巴士東永福町營業所車庫進行作業。如今代田聯絡線廢除後，原址皆以成為住宅用地，幾乎沒有遺跡保存。目前在小田原線世田谷代田站的新宿方向乘車月台北側，仍然可以看到一部份殘留的空地，但是在小田急小田原線的雙複線拓寬施工之後，遺跡將完全地消失。
另外，井之頭線現今的車站幾乎都在戰前的開業時期即設置完成，戰後僅將駒場站與東大前站統合成現在的駒場東大前站。

## 年表
- 1933年（昭和8年）8月1日 澀谷～井之頭公園間開通。
- 1934年（昭和9年）4月1日 井之頭公園～吉祥寺間全線開通。
- 1935年（昭和10年）2月8日 西松原站改名明大前站。
- 1935年（昭和10年）8月10日 東駒場站改名一高前站。
- 1937年（昭和12年） 西駒場站改名「駒場站」。
- 1940年（昭和15年）5月1日 帝都電鐵與同為鬼怒川水力電氣系統的小田原急行鐵道合併，成為該公司的帝都線。
- 1941年（昭和16年）3月1日 鬼怒川水力電氣與小田原急行鐵道合併，成為小田急電鐵。
- 1942年（昭和17年）5月1日 被東京橫濱電鐵合併，此線成為東京急行電鐵（大東急）之路線。帝都線改稱井之頭線。
- 1945年（昭和20年）5月25日 因東京大空襲之故，永福町車庫被美軍受災。29輛中有23輛燒毀。
- 1948年（昭和23年）6月1日 東京急行電鐵再行重組，井之頭線轉為隸屬京王帝都電鐵。
- 1951年（昭和26年）12月1日 一高前站改稱"東大前站"。
- 1965年（昭和40年）7月11日 駒場站與東大前站合併，"駒場東大前站"開業。
- 1966年（昭和41年）7月21日 代田二丁目站改名新代田站。
- 1971年（昭和46年）12月15日 永福町站待避線設置，急行列車開始行駛。當初最高時速為80km/h。
- 1984年（昭和59年）3月21日 全車裝設空調系統。
- 1997年（平成9年）12月28日 澀谷站改良完成，令路線縮短0.1km。
- 1998年（平成10年）7月1日 公司名稱變更為"京王電鐵"。
- 2011年（平成23年）7月1日 週六行駛時刻與假日（週日、國定假日）行駛時刻統合。
- 2013年（平成25年）3月3日 京王ATC系統啟用。
- 2024年11月6日，京王電鐵宣布，將在3月中旬於井之頭線進行裝設自動駕駛設備的第2代京王1000系電聯車（日语：京王1000系電車 (2代)）的試運轉[1][2][3][4][5]。

## 運行形態
直到2011年三月為止，行駛時刻表分為平日、週六、假日3種，相較於其他路線所使用的「平日、假日（包括周六、日與假日）」時刻表，被獨立出不同的週六行車時刻成了井之頭線的特色之一。2011年7月開始，週六行駛時間與假日行駛時刻統一。
基本上列車行駛澀谷～吉祥寺路線全段，但在以下時間帶也有只行駛部分區間的列車：
- 澀谷～富士見丘：平日、週六早上的尖峰時間，以及平日、週六、假日之深夜
- 富士見丘～吉祥寺：平日、週六・假日之夜間至深夜
只行駛至富士見丘站的列車，主要目的是將列車回送至車庫。

運行時間大致可分別成下表
- 清晨、深夜：間隔約10～15分一班普通車（各站停車）。
- 早上尖峰時間（平日・週六）：每2～3分一班各停，每間隔1～6班列車從富士見丘始發一班車（直到9:02）
- 日間：每間隔10分（週末、假日為7.5分間距）行駛1班急行與1班各停。各停行駛至永福町與急行列車會車使其先行。
- 傍晚尖峰時間（平日）：每隔6～7分行駛急行、各停各1班。各停行駛至永福町與急行列車會車使其先行。
- 夜間：平日每9～10分急行、各停各1班。各停行駛至永福町與急行列車會車使其先行。（週六及假日為10分鐘間隔）。

### 列車種別
本路線有急行與各停兩種列車，澀谷站～吉祥寺站間的最短行車時間為16分鐘。

#### 急行
1971年開始運行。渋谷 - 吉祥寺間最短行車時間為16分鐘，在永福町與先行的各停列車交會後，實施越行作業。另外，於賞櫻季時期的週六日臨時停靠井之頭公園站；於大學入學測驗日時為了消化人潮避開尖峰時間帶，固也臨時停靠駒場東大前站。開始運行直到2001年3月為止，全線所需時間為17分（最高時速80km/h），之後最高時速提高至90km/h直到今日。下行列車於永福町 - 久我山區間行駛速度達到90km/h（除了高井戸 - 富士見ヶ丘間有彎道限速85km/h之外）。日間急行與各停列車行駛比例為1:1。賦予列車編號為000番台或是100番台。
2013年2月22日的行車時刻表更改，新增了2列於平日早朝行駛的急行列車（吉祥寺站6時27分發以及6時40分發），之外在平日、土、休日皆拉長了急行列車運行時間帶至0時。
停車站
澀谷～（駒場東大前）～下北澤～明大前～永福町～久我山～（井之頭公園）～吉祥寺

#### 各停
各站停車，舊普通電車。澀谷 - 吉祥寺間的最短所需時間為25分。
平日早上的尖峰時間沒有急行列車運行，而各停列車以最短2分鐘的間隔運行，這是為了避免乘客集中搭乘部分急行列車造成混雜的狀況發生。日間與急行列車行駛比例為1:1，在永福町與後行的急行列車交會，並讓急行列車越行。賦予列車編號為200番台以後。
停車站：各站眥停。

## 車輛
現今使用的1000系於1996年開始投入運行，而從1962年開始運行的3000系於2011年12月正式除役。
由不鏽鋼製作的3000系，每個編成的列車皆有彩色塗裝，有：藍綠、象牙白、鮭紅、淺綠、薰衣草紫、橘黃、天空藍等全部共7種顏色。也因此，不像以往不鏽鋼製電車會給人的「銀色電車」印象。橘黃色配色當初使用的是米黃色，在2009年5月登場的1000系20番台（第27編成）開始變更為現今的橘黃色，故實際上有8種配色的列車存在。後來米黃配色的1000系車體（第6・13編成）也在2010年春季將配色變更為橘黃，最後又回到7種配色的狀況。這種彩色塗裝的列車，即便是在同為京王電鐵所經營的主要鐵道京王線中也沒有被採用，是為井之頭線獨有的配色。

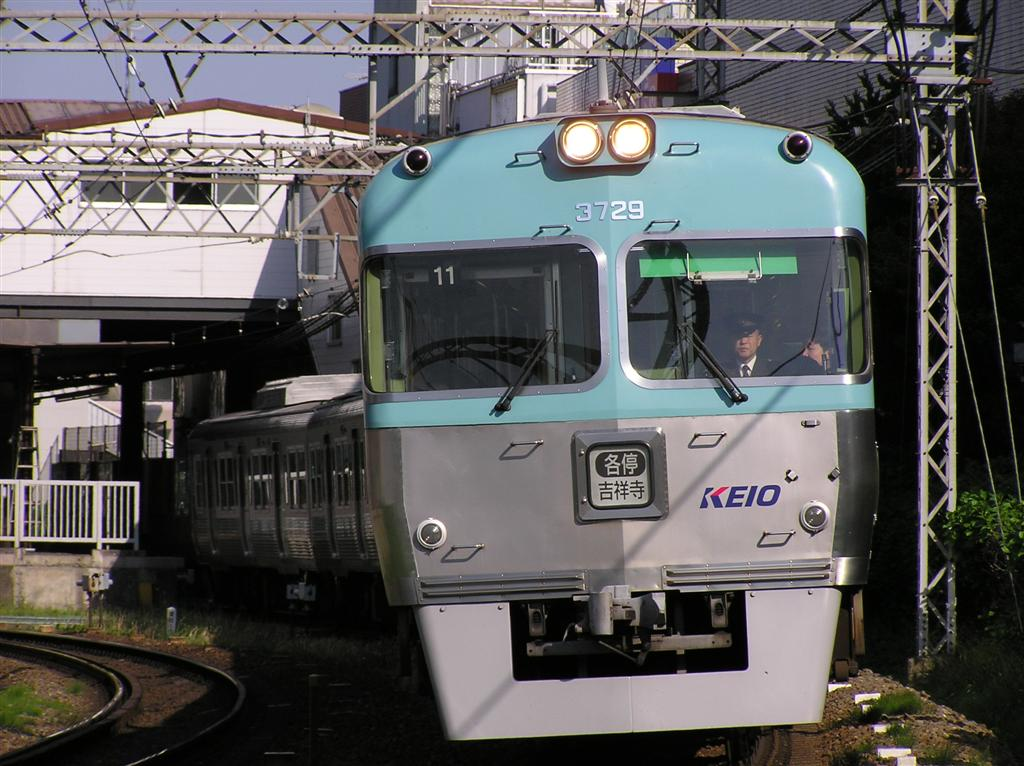
藍綠（第1・8・15・22・29編成）
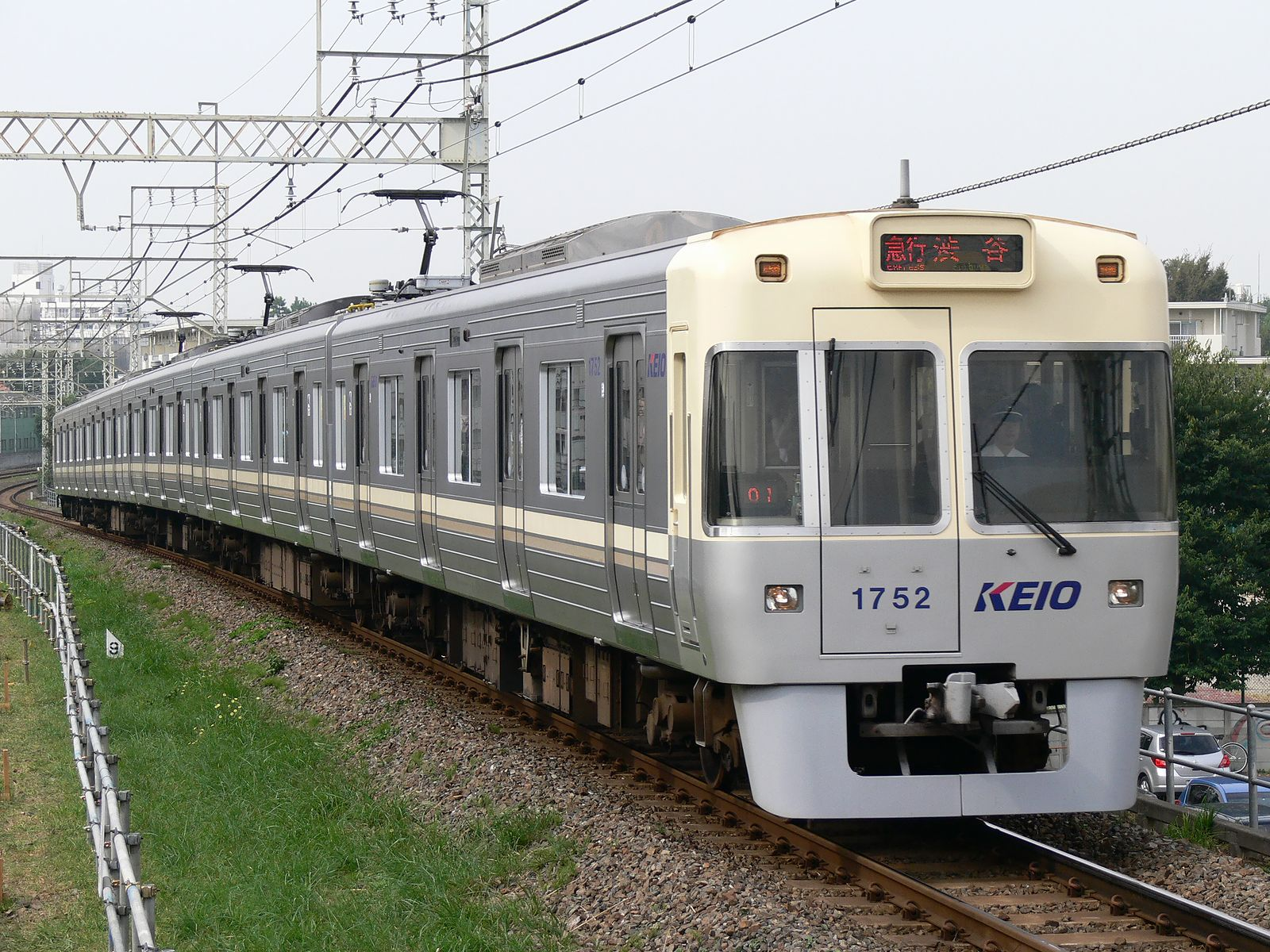
象牙白（第2・9・16・23編成）
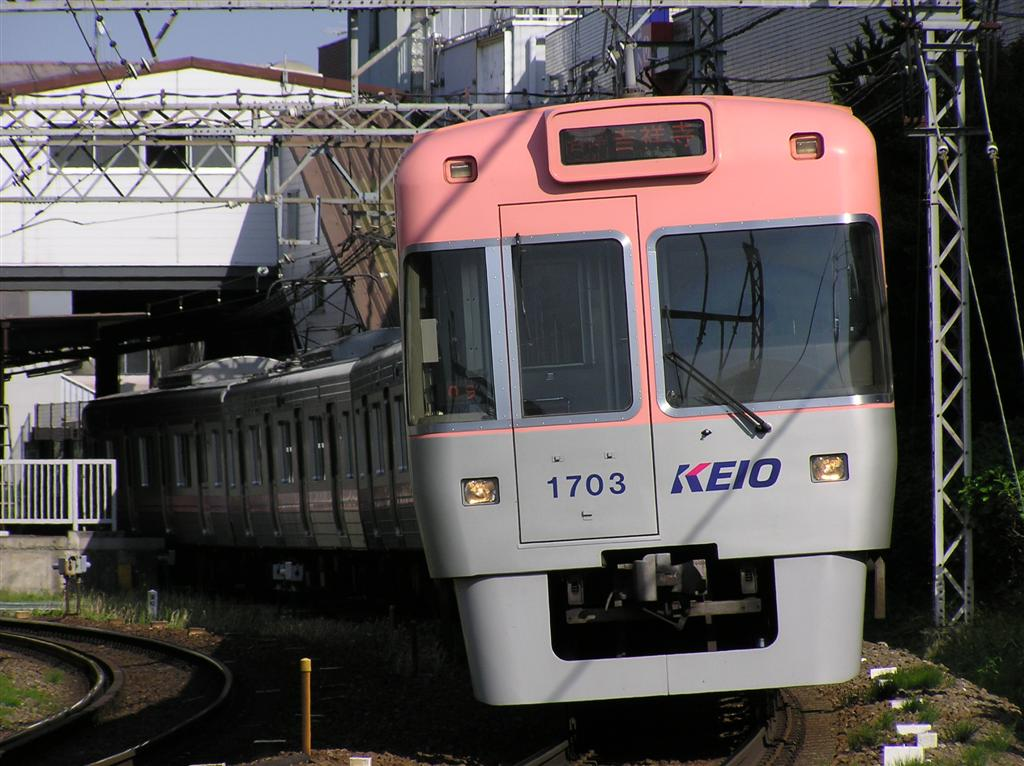
鮭紅（第3・10・17・24編成）
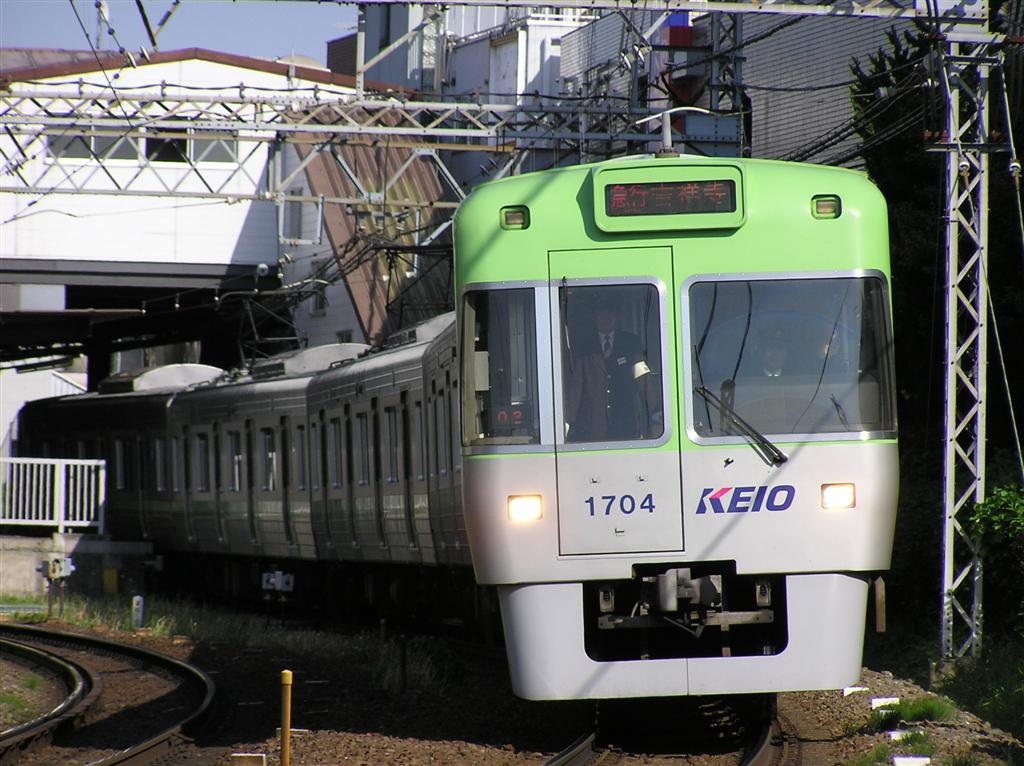
淺綠（第4・11・18・25編成）
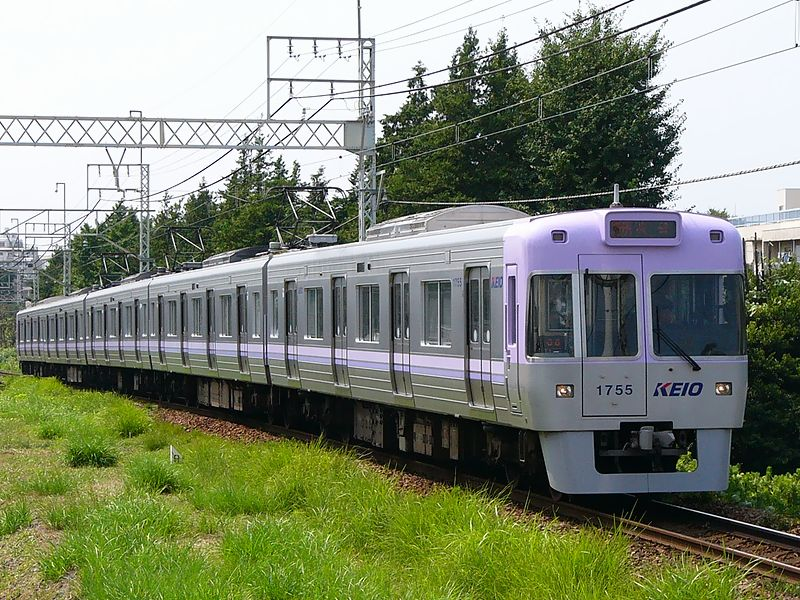
薰衣草紫（第5・12・19・26編成）
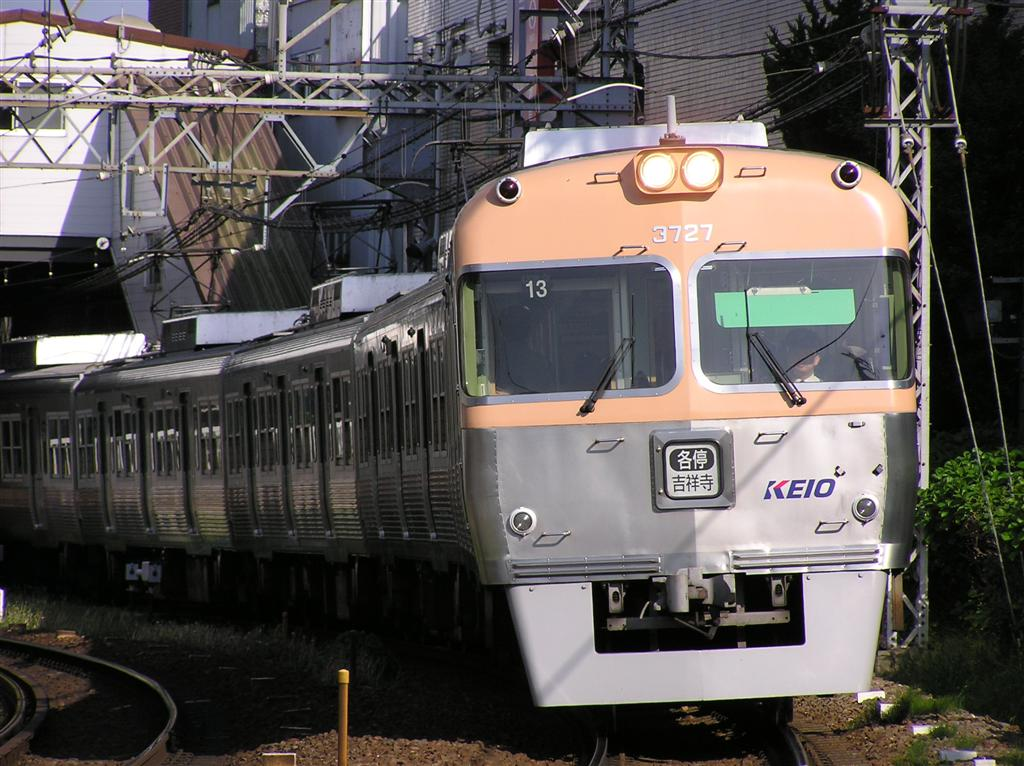
米黃（第6・13・20・27編成）
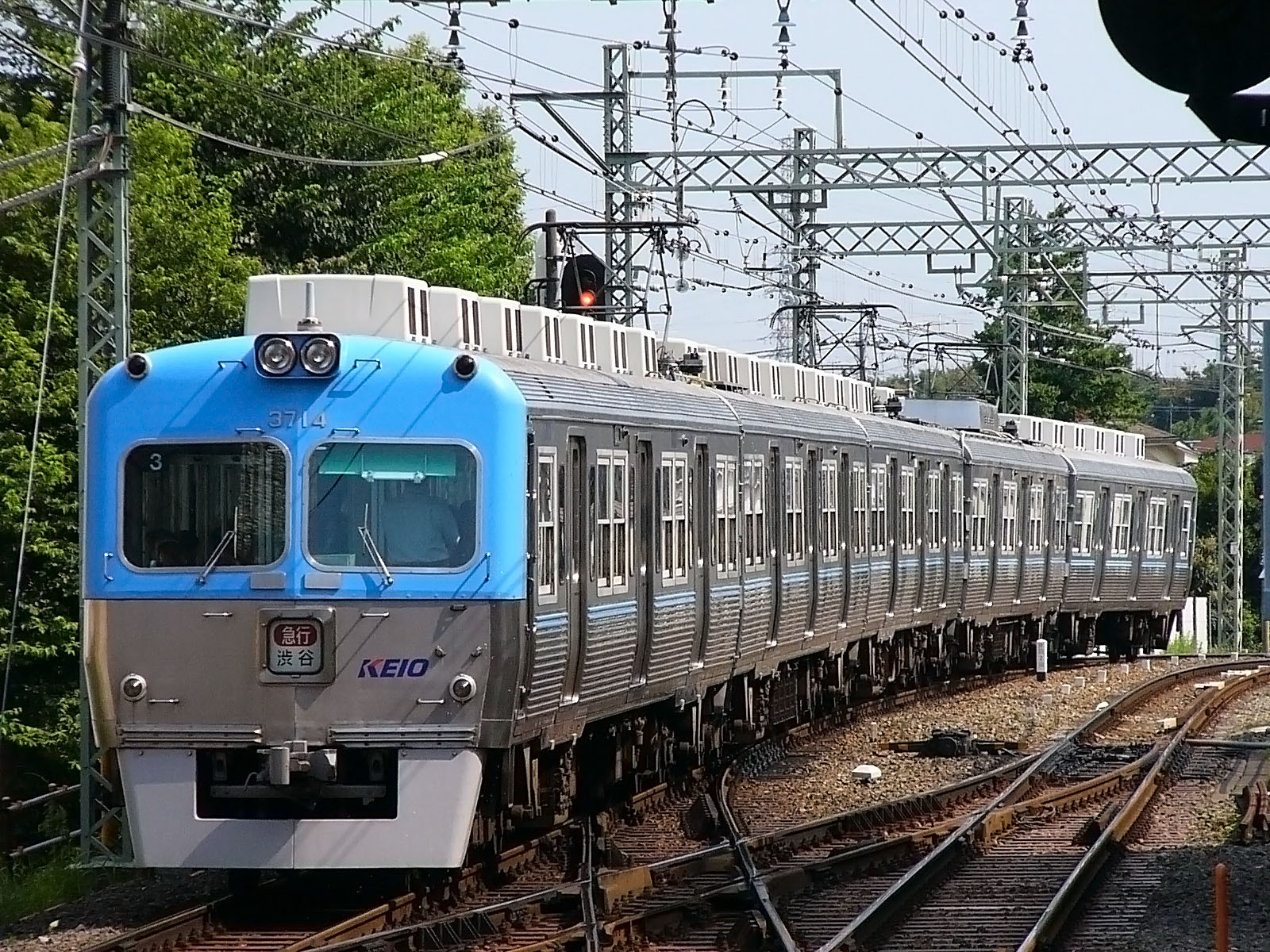
天空藍（第7・14・21・28編成）

1000系與3000系的車廂長度以及車門數量不同（1000系為20m級4門車廂，3000系為18.5m級3門車廂）的關係，起終點站的澀谷站與吉祥寺站月台曾經都有乘車位置的告示。澀谷站在1000系的乘車位置地面埋設橘色告示燈，3000系的乘車位置則是綠色燈，而乘客則依照點燈位置排列成三排。而吉祥寺站在列車衝撞防護枕木的事故之後，將設於月台澀谷端的停車號誌移動了10m，乘車位置的燈號也使用了相同顏色。在2009年6月，由於月台的改良工程而將地板的燈號拆除改以圓圈記號代替，月台的乘車資訊廣播也有所更動。途中車站則是在地面張貼標示並輔以自動廣播系統，有時候則由站員做廣播。

## 車站列表
- 所有車站均位於東京都。
- 2013年2月22日起依次引入車站編號[7]

範例
- 停車站 … ●：停車、◇：活動時有部分列車臨時停靠（參見下方表格）、｜：通過。各站停車停靠所有車站，因此省略。
- #為可待避車站（只限永福町站）

| 車站編號 | 中文站名   | 日文站名 | 英文站名 | 站間距離 | 累計距離 | 急行 | 接續路線 | 所在地   |
| -------- | ---------- | -------- | -------- | -------- | -------- | ---- | --- | -------- |
| IN01     | 澀谷       |          |          | -        | 0.0      | ●    | 東日本旅客鐵道： 山手線（JY20）、 埼京線（JA10）、 湘南新宿線（JS19） 東急電鐵： 東橫線（TY01）、 田園都市線（DT01） 東京地下鐵： 銀座線（G-01）、 半藏門線（Z-01）、 副都心線（F-16） | 澀谷區   |
| IN02     | 神泉       |          |          | 0.5      | 0.5      | ｜   | | 澀谷區   |
| IN03     | 駒場東大前 |          |          | 0.9      | 1.4      | ◇    | | 目黑區   |
| IN04     | 池之上     |          |          | 1.0      | 2.4      | ｜   | | 世田谷區 |
| IN05     | 下北澤     |          |          | 0.6      | 3.0      | ●    | 小田急電鐵： 小田原線（OH10） | 世田谷區 |
| IN06     | 新代田     |          |          | 0.5      | 3.5      | ｜   | | 世田谷區 |
| IN07     | 東松原     |          |          | 0.5      | 4.0      | ｜   | | 世田谷區 |
| IN08     | 明大前     |          |          | 0.9      | 4.9      | ●    | 京王電鐵： 京王線（KO06） | 世田谷區 |
| IN09     | 永福町#    |          |          | 1.1      | 6.0      | ●    | | 杉並區   |
| IN10     | 西永福     |          |          | 0.7      | 6.7      | ｜   | | 杉並區   |
| IN11     | 濱田山     |          |          | 0.8      | 7.5      | ｜   | | 杉並區   |
| IN12     | 高井戶     |          |          | 1.2      | 8.7      | ｜   | | 杉並區   |
| IN13     | 富士見丘   |          |          | 0.7      | 9.4      | ｜   | | 杉並區   |
| IN14     | 久我山     |          |          | 0.8      | 10.2     | ●    | | 杉並區   |
| IN15     | 三鷹台     |          |          | 1.0      | 11.2     | ｜   | | 三鷹市   |
| IN16     | 井之頭公園 |          |          | 0.9      | 12.1     | ◇    | | 三鷹市   |
| IN17     | 吉祥寺     |          |          | 0.6      | 12.7     | ●    | 東日本旅客鐵道： 中央線（快速）（JC11）、 中央線（各站停車）（JB02） | 武藏野市 |

臨時停車站
- 駒場東大前站：東京大學進行大學入試中心試驗考試日會臨時停車。
- 井之頭公園站：賞櫻時期的周末和假日會臨時停車。

## 關連項目
- 京王電鐵
- 日本鐵路線列表

## 外部連結
- 京王電鐵（页面存档备份，存于）